# Runnin' (Lose It All)
Runnin' (Lose It All) è un singolo del produttore britannico Naughty Boy, pubblicato il 18 settembre 2015 come primo estratto dal secondo album in studio.
Il brano ha visto la partecipazione di Beyoncé e Arrow Benjamin.

## Video musicale
Il brano è stato accompagnato da un videoclip diretto da Charlie Robins e pubblicato sul canale ufficiale di Vevo di Naughty Boy il 18 settembre 2015.
Il video, girato a Rangiroa (Polinesia Francese), ha come protagonisti i campioni francesi di immersione in apnea Guillaume Néry ed Alice Modolo che nuotano realmente nell'acqua e si rincorrono in apnea così come il video rappresenta.

## Classifiche

### Classifiche settimanali
| Classifica (2015/16) | Posizione massima |
| -------------------- | ----------------- |
| Australia            | 22                |
| Austria              | 12                |
| Belgio (Fiandre)     | 16                |
| Belgio (Vallonia)    | 11                |
| Francia              | 1                 |
| Germania             | 85                |
| Irlanda              | 12                |
| Italia               | 59                |
| Paesi Bassi          | 19                |
| Nuova Zelanda        | 10                |
| Polonia              | 8                 |
| Repubblica Ceca      | 17                |
| Regno Unito          | 4                 |
| Repubblica Ceca      | 21                |
| Spagna               | 9                 |
| Stati Uniti          | 90                |
| Svezia               | 70                |
| Svizzera             | 23                |
| Ungheria             | 17                |

### Classifiche di fine anno
| Classifica (2015) | Posizione massima |
| ----------------- | ----------------- |
| Belgio (Fiandre)  | 28                |